# 张惠 (1967年)
张惠（1967年4月—），女，汉族，山东烟台人，中国共产党党员。中华人民共和国政治人物、第十三届全国人民代表大会山东省代表。现任中共青岛市委副书记。

## 生平
张惠于1985年考入青岛海洋大学海洋生物系海洋生物专业学习，1989年毕业后留校任青岛海洋大学工程系团总支代理书记、学生党总支书记。1992年历任青岛海洋大学麦岛校区团委副书记、青岛海洋大学团委副书记。1995年出任共青团青岛市委副书记、市青联主席。2001年，升任共青团青岛市委书记、党组书记，市青联主席。在此期间，张惠回到青岛海洋大学海洋生物专业攻读硕士研究生，并获理学硕士学位。
2003年，升任中共青岛市委常委，共青团青岛市委书记、党组书记，期间在山东省中青年干部赴美国马里兰大学培训班学习。2006年，改任青岛市委统战部部长。2007年兼任青岛高新技术产业开发区工委书记。2008年，出任青岛市委常委、市人民政府副市长，市委青岛高新技术产业开发区工委书记、省委高校工委副书记。
2011年，主政威海市，任该市党委副书记，市政府市长、党组书记。2017年卸任。
2017年，出任山东省妇联主席、党组书记。2018年2月24日，当选为第十三届全国人大代表。2019年出任中共山东省日照市委书记。2023年7月，出任中共青岛市委副书记。